# Feldes- und Förderabgabe
Die Feldesabgabe und die Förderabgabe sind Steuern aus dem Bergrecht.

## Rechtslage in Deutschland
Wer bergfreie Bodenschätze aufsuchen will, bedarf nach § 6 Bundesberggesetz (BBergG) zunächst einer Erlaubnis. Wer bergfreie Bodenschätze daraufhin gewinnen will, der bedarf einer Bewilligung oder des Bergwerkseigentums. Diese Berechtigungen können nur natürlichen und juristischen Personen sowie Personenhandelsgesellschaften erteilt oder verliehen werden.

### Feldesabgabe (§ 30 BBergG)
Der Inhaber einer Erlaubnis zur Aufsuchung zu gewerblichen Zwecken hat jährlich eine Feldesabgabe zu entrichten. Die Feldesabgabe ist an das jeweilige Bundesland zu entrichten, in dem das Erlaubnisfeld liegt.
Die Feldesabgabe beträgt im ersten Jahr nach der Erteilung der Erlaubnis fünf Euro je angefangenem Quadratkilometer und erhöht sich für jedes folgende Jahr um weitere fünf Euro bis zum Höchstbetrag von fünfundzwanzig Euro je angefangenem Quadratkilometer. Auf die Feldesabgabe sind die im Erlaubnisfeld im jeweiligen Jahr für die Aufsuchung gemachten Aufwendungen anzurechnen.

### Förderabgabe (§ 31 BBergG)
Der Inhaber einer Bewilligung hat jährlich für die innerhalb des jeweiligen Jahres aus dem Bewilligungsfeld gewonnenen oder mitgewonnenen bergfreien Bodenschätze eine Förderabgabe zu entrichten. Gleiches gilt für den Bergwerkseigentümer. 
Eine Förderabgabe ist nicht zu entrichten, soweit die Bodenschätze ausschließlich aus gewinnungstechnischen Gründen gewonnen und nicht wirtschaftlich verwertet werden. Dies ist z. B. der Fall wenn bei der Erdöl- oder Kohlegewinnung zwangsläufig Gase mitgefördert und entweder abgefackelt oder der Lagerstätte wieder zugeführt werden.
Die Förderabgabe beträgt zehn vom Hundert des Marktwertes, der für im Geltungsbereich dieses Gesetzes gewonnene Bodenschätze dieser Art innerhalb des Erhebungszeitraums durchschnittlich erzielt wird. Die Bundesländer können hiervon abweichende landesrechtlich Regelung treffen (§ 32 Abs. 2 BBerG). Für die meisten in der Deutschland vorkommenden bergfreien Bodenschätze haben die Länder andere Prozentsätze festgesetzt oder Befreiungen vorgenommen.
Für Bodenschätze, die keinen Marktwert haben, stellt die zuständige Behörde nach Anhörung sachverständiger Stellen den für die Förderabgabe zugrunde zu legenden Wert fest.

## Begriff und Rechtslage in der Schweiz
Hier wird unter einer Förderabgabe auch die Förderung einer politisch erwünschten Veränderung mit vom Staat erhobenen Abgaben verstanden. Beabsichtigt ist beispielsweise die Förderung der Gebäudesanierung mit dem Ziel der Energieeinsparung, Maßnahmen zur Energieeffizienz, sowie Förderbeiträge zur Finanzierung Erneuerbarer Energien. Im Kanton Basel-Stadt wird mit jeder Stromrechnung eine Förderabgabe von 9 Prozent der Netzkosten bereits seit 1984 erhoben.